# Бочина, Наталья Валерьевна
Ната́лья Вале́рьевна  Винокурова / Бо́чина /(род. 4 января 1962 года, Ленинград, СССР) — советская легкоатлетка, бегунья на короткие дистанции, серебряный призёр Олимпийских игр 1980 года в Москве в беге на 200 метров и в эстафете 4×100 метров. Заслуженный мастер спорта СССР (1980).

## Результаты

### Соревнования
- XXII Олимпийские игры (1980):
  - 2-й призер в беге на 200 м[англ.].
  - 2-й призер в эстафете 4×100 м[англ.][2].
- 2-кратный призёр Кубка мира (1981, 1985).
- 2-й призер зимнего чемпионата Европы (1981).
- 5-кратная чемпионка СССР (1981, 1984).

### Рекорд
В 1980 году в возрасте 18 лет установила рекорд СССР в беге на 200 метров (22,19 с), продержавшийся до 1992 года. Этот результат до 2003 года был мировым рекордом среди юниоров и по сей день является рекордом Европы и России для юниоров.